# Ronald Maddison
Ronald George Maddison (23 janvier 1933 – 6 mai 1953), Premier Aviateur (Leading Aircraftman), était un ingénieur de la Royal Air Force qui mourut, à l'âge de vingt ans, en conséquence d'une exposition à un neurotoxique alors qu'il avait été recruté comme sujet volontaire d'un test à Porton Down, dans le Wiltshire, Angleterre. Après d'amples débats, sa mort fit l'objet d'une enquête 51 ans après les faits.

## Test de sarin et mort
Porton Down avait testé le sarin sur les êtres humains depuis octobre 1951. Selon certaines sources, les volontaires croyaient qu'il ne s'agissait que de trouver un remède contre le rhume. La première réaction indésirable ne fut enregistrée qu'en février 1953. Une réaction encore plus sévère eut lieu le 27 avril quand, dans un groupe de six volontaires, il y en eut un, un nommé Kelly, qui, après avoir été exposé  à 300 milligrammes de sarin, tomba dans le coma mais finit par se rétablir. Compte tenu de cet accident, on réduisit à 200 milligrammes la dose utilisée dans cette série d'expériences.
Comme d'autres militaires, Maddison s'était vu offrir 15 shillings et trois jours de congé pour sa participation à l'expérience. Il avait projeté d'utiliser l'argent pour acheter une bague de fiançailles à sa fiancée, Mary Pyle.
Le jour de sa mort, Ronald Maddison entra dans une chambre à gaz à 10 heures du matin, de même que cinq autres sujets de test. L'expérience, la même sur les six sujets, faisait partie d'une série d'essais destinés à déterminer la dose létale du sarin quand il est appliqué sur la peau nue ou recouverte par la tenue de combat. La méthode utilisée était de mesurer le changement apporté par de faibles doses de sarin au taux d'acétylcholinestérase active dans les globules rouges et d'extrapoler pour déterminer quel serait l'effet de doses plus fortes. Le sarin est extrêmement toxique parce qu'il attaque le système nerveux en bloquant l'activité des enzymes du type cholinestérase qui y sont présentes, notamment l'acétylcholinestérase. La méthode était pratique parce que les membranes des globules rouges contiennent des formes d'acétylcholinestérase.
Les participants portaient des masques de protection, des couvre-chefs de laine et des combinaisons surdimensionnées, mais pas de vêtements protecteurs efficaces. Deux techniciens étaient également présents pour conduire l'expérience. On testa les masques de protection en exposant les hommes à du gaz lacrymogène dans la chambre avant l'expérience sur le sarin.
Maddison fut le quatrième à qui on appliqua les gouttes de sarin. Il reçut à 10h17 vingt gouttes de 10 milligrammes appliquées à deux pièces de tissus utilisés dans les uniformes, serge et flanelle, qui avaient été collées à la face interne de son avant-bras gauche. Après vingt minutes, Maddison commença à transpirer et à se plaindre de malaise. Un témoin oculaire rapporta lors de la seconde enquête qu'il s'effondra sur la table. Le tissu contaminé fut enlevé et il quitta la chambre, marchant (peut-être avec de l'aide) environ trente mètres vers un banc.
On appela une ambulance et peu après Maddison se plaignit de surdité, s'écroula et sa respiration devint haletante. Les scientifiques lui injectèrent de l'atropine après avoir constaté une attaque de type asthmatique et des convulsions. Une ambulance l'amena au poste médical du site, où il arriva à 10h47. On tenta de le rappeler à la vie à l'aide d'oxygène, de nouvelles injections d'atropine, d'injections de nicéthamide et finalement d'une injection d'adrénaline dans le cœur juste après 11 heures. Bien qu'il fût mort à 11 heures, moins de 45 minutes après avoir été exposé au poison, son décès ne fut pas formellement déclaré avant 13h30.

## Suites
L'autopsie fut exécutée à l'hôpital de Salisbury. Le 8 et le 16 mai 1953, une enquête se tint in camera devant le Coroner du Weltshire, Harold Dale, qui rendit un verdict d'accident. Le père de Maddison fut autorisé à assister à l'enquête, mais on l'avertit qu'il serait poursuivi sur base de l'Official Secrets Act s'il informait qui que ce soit, y compris sa famille, des circonstances de la mort de son fils. Une enquête interne à Porton Down conclut que Maddison était mort victime d'une  « idiosyncrasie personnelle », soit parce qu'il était inhabituellement sensible au poison, soit parce que sa peau l'absorbait plus vite que celle des autres sujets de tests.
Le Ministère de la Défense livra le corps de Ronald Maddison dans un  cercueil d'acier au couvercle boulonné pour le soustraire à la vue. Un grand nombre de parties du corps, notamment des échantillons du tissu cérébral et spinal, de la peau, des muscles, de l'estomac, des poumons et des intestins, furent retenus à l'insu de la famille et utilisés pendant plusieurs années dans d'autres expériences de toxicologie. John Maddison, père de Ronald, reçut 40 livres pour couvrir les frais funéraires : 20 livres pour les habits de deuil, 16 livres pour régler l'entrepreneur de pompes funèbres et 4 livres pour le repas d'enterrement.

## Seconde enquête
La mort de Maddison et des allégations selon lesquelles d'autres participants britanniques à des tests d'armes chimiques entre 1939 et 1989 n'avaient pas été informés de façon à donner un consentement éclairé et avaient pu être trompés sur la nature des expériences et sur leurs risques, firent l'objet, de 1999 à 2004, d'une investigation de police, l'Opération Antler (en).
À l'issue de cette investigation, pendant laquelle la famille de Ronald Maddison avait mené une campagne, le Lord juge en chef, Lord Woolf, siégeant avec Mrs Justice Hallett à la Haute Cour, révoqua le verdict de l'enquête initiale en novembre 2002. La nouvelle enquête s'ouvrit le 5 mai 2004 et fut la plus longue qui eût été tenue en Angleterre et au pays de Galles jusqu'à cette date, auditionnant environ 100 témoins en 50 jours. Le 15 novembre 2004, le jury d'enquête rendit un verdict selon lequel Ronald Maddison avait été tué illégalement,.
Le Ministère de la Défense exerça un recours visant à annuler le verdict de meurtre illégal, mais le gouvernement annonça que, quel que pût être le résultat de ce recours, il envisagerait favorablement de payer des dédommagements à la famille de Maddison. En février 2006 fut conclu un accord aux termes duquel le Ministère de la Défense acceptait le verdict de l'enquête pour le motif que Maddison était mort par suite de « négligence grave dans la planification et la conduite de l'expérience  ». En revanche le Ministère de la Défense n'admit pas qu'il y eût des preuves suffisantes pour conclure que Maddison n'avait pas donné un consentement informé à se prêter à l'expérience. En conséquence, la famille de Ronald Maddison reçut un total de 100 000 livres en compensation du Ministère de la Défense.
Le Crown Prosecution Service avait annoncé en 2003 qu'il n'y avait pas assez d'éléments pour inculper tel ou tel scientifique responsable des tests mais qu'il reverrait cette décision après la seconde enquête sur la mort de Maddison. En juin 2006, il confirma qu'il n'y aurait pas de poursuites.